# برنارد جوی
برنارد جوی (به انگلیسی: Bernard Joy) زادهٔ ۲۹ اکتبر ۱۹۱۱ بازیکن فوتبال اهل انگلستان بود که سابقهٔ بازی در تیم ملی فوتبال انگلستان را در کارنامهٔ خود دارد. وی در تاریخ ۹ مه ۱۹۳۶ تنها بازی ملی خود را در مقابل تیم ملی فوتبال بلژیک انجام داد.